# Marius Mouandilmadji
Marius Mouandilmadji (Doba, 22 januari 1998) is een Tsjadisch voetballer die doorgaans als aanvaller speelt. Hij komt sinds de zomer van 2021 uit voor het Belgische RFC Seraing dat hem transfervrij aantrok.

## Clubcarrière
Marius maakte veertien doelpunten in achtentwintig competitieduels voor het Kameroense Cotonsport Garoua, waar ook zijn huidige ploegmaat bij Porto Vincent Aboubakar vandaan komt. In 2018 tekende hij bij FC Porto. Op 11 augustus 2018 debuteerde hij in de Primeira Liga. Hij viel na 81 minuten in voor Vincent Aboubakar en maakte enkele minuten later het vijfde doelpunt voor Porto.
Na een tijd zonder club te hebben gezeten tekende Marius in de zomer van 2021 een tweejarig contract bij de Belgische eersteklasser RFC Seraing.

## Statistieken
| Seizoen         | Club              | Competitie        | Competitie | Competitie | Beker | Beker | Europa | Europa | Totaal | Totaal |
| Seizoen         | Club              | Competitie        | Wed.       | Dlp.       | Wed.  | Dlp.  | Wed.   | Dlp.   | Wed.   | Dlp.   |
| --------------- | ----------------- | ----------------- | ---------- | ---------- | ----- | ----- | ------ | ------ | ------ | ------ |
| 2017-2018       | Cotonsport Garoua | Première Division | 24         | 18         | 0     | 0     | 0      | 0      | 24     | 18     |
| 2018-2019       | FC Porto          | Primeira Liga     | 1          | 1          | 0     | 0     | 0      | 0      | 1      | 1      |
| 2019-2020       | → CD Aves         | Primeira Liga     | 12         | 0          | 0     | 0     | —      | —      | 12     | 0      |
| 2021-2022       | RFC Seraing       | Eerste klasse A   | 33         | 2          | 2     | 1     | —      | —      | 35     | 3      |
| 2022-2023       | RFC Seraing       | Eerste klasse A   | 26         | 11         | 1     | 0     | —      | —      | 27     | 11     |
| Carrière totaal | Carrière totaal   | Carrière totaal   | 96         | 32         | 3     | 1     | !0     | 0      | 99     | 33     |